# Radymno
Radymno (ukr. Ради́мно; jid. ‏רעדעם‎, Redem) – miasto w Polsce, w województwie podkarpackim, w powiecie jarosławskim, siedziba gminy wiejskiej Radymno. Dawna rezydencja biskupów przemyskich.
Prywatne miasto duchowne położone było na przełomie XVI i XVII wieku w ziemi przemyskiej województwa ruskiego Wchodziło w skład klucza radymnieńskiego biskupów przemyskich. Od 23 grudnia 1920 do 18 sierpnia 1945 znajdowało się na terenie województwa lwowskiego. W latach 1945–1975 wchodziło w skład województwa rzeszowskiego. Po zmianie podziału administracyjnego kraju w latach 1975–1998 miasto należało do województwa przemyskiego.
Miasto jest położone w Bramie Przemyskiej na lessowym płaskowyżu Pogórza Karpackiego przechodzącego w dolinę Sanu, rozlokowane na jego lewym brzegu nad Radą.
Według danych GUS z 1 stycznia 2024 r. miasto liczyło 4935 mieszkańców, będąc 31. najludniejszym miastem w województwie.

## Dane
- Status – samodzielna gmina miejska w powiecie jarosławskim, województwie podkarpackim.
- Powierzchnia miasta – 1362 ha (13,6 km²).
- Kopaliny – gaz ziemny, gliny ceramiczne, kruszywa mineralne (żwir).
- Liczba bezrobotnych według Powiatowego Urzędu Pracy w Jarosławiu wynosi 505 osób (dane na 28 lutego 2015)[6]
- Podmioty gospodarcze – 370.
- Na terenie miasta Radymno ma swoją siedzibę Gmina Radymno.
- Siedziba dwóch dekanatów rzymskokatolickich: Radymno I i Radymno II.

## Struktura powierzchni
Według danych z 2013: Radymno ma obszar 13,6 km², w tym:
- użytki rolne – 73,5%,
- użytki leśne – 3,2%,
- pozostałe grunty – 23,3%.

Miasto stanowi 1,32% powierzchni powiatu.

## Demografia
Dane wg GUS z 30 czerwca 2021
| Wyszczególnienie                  | Ogółem | Ogółem | Kobiety | Kobiety | Mężczyźni | Mężczyźni |
| Wyszczególnienie                  | osób   | %      | osób    | %       | osób      | %         |
| --------------------------------- | ------ | ------ | ------- | ------- | --------- | --------- |
| Populacja                         | 5 193  | 100    | 2 637   | 50,8    | 2 556     | 49,2      |
| Gęstość zaludnienia (mieszk./km²) | 381    | 381    | 193     | 193     | 188       | 188       |

## Podział administracyjny miasta
- Osiedle Nr 1 to ulice: Stefana Batorego, Józefa Bema, Cicha, Brunona Gruszki, Grunwaldzka, Tadeusza Kościuszki, Jana Kilińskiego, Zygmunta Krasińskiego, Hugona Kołłątaja, Legionów, Lwowska od nr 1 do Rady, 3 Maja, Adama Mickiewicza, Czesława Miłosza, Nadbrzeżna, Gabriela Narutowicza, Cypriana Kamila Norwida, Stefana Okrzei, Elizy Orzeszkowej, Polna, Piekarska, Józefa Piłsudskiego, Tadeusza Rejtana, Rynek, Słoneczna, Spisówka, Henryka Sienkiewicza, Strażacka, Juliusza Słowackiego, Jana III Sobieskiego, Fryderyka Szopena, Jana Zachariasiewicza, Zarzecze, Zamknięta, Jana Kochanowskiego, Mikołaja Reja, Władysława Reymonta, Stefana Żeromskiego.
- Osiedle nr 2 to ulice: Akacjowa, Błonie, Dolna, Jagodowa, Jana Pawła II, Jesienna, Kasztanowa, Kolejowa, Królowej Jadwigi, Letnia, Lwowska od ul. Dolnej do przejazdu kolejowo-drogowego, Młynarska, Pogodna (d. Hanki Sawickiej), Sportowa, Wietrzna, Wiosenna, Wiśniowa, Zimowa, Złota Góra.
- Osiedle nr 3 to ulice: Budowlanych, Lwowska od Rady do ul. Dolnej, Piaskowa, Plażowa, Rybacka, Sanowa, Zasanie, Zielona.
- Osiedle nr 4 to ulice: Kazimierza Wielkiego, Tysiąclecia, Stefana Kardynała Wyszyńskiego, osiedle Władysława Jagiełły[9].

## Historia
Średniowiecze
Najstarsze ślady osadnictwa na terenie Radymna sięgają czasów neolitu. W 1958 nieopodal dzisiejszej cegielni odkryto pozostałości dużej osady z II–III w. n.e. Jan Długosz wspomina o istnieniu w czasach przedpiastowskich lechickiego plemienia Radymiczan, od których, być może, wywodzi się dzisiejsza nazwa miasta. Żyli oni nad Wisłą i Sanem w IV–VI w., po czym przemieścili się w rejon położony między Dnieprem, Desną a Sożem.
W latach 947–980 obszar Radymna należał do Polskiej dynastii Piastów, a od 981 do Rusi Kijowskiej.
W 1366 Bernard z Szynwałdu otrzymał od króla Kazimierza Wielkiego zezwolenie na założenie osady lokowanej na polach zwanych Radymnie wcześniej już zaludnionej. W 1377 książę Władysław Opolczyk nadał Mikołajowi Żelazna Głowa sołectwo we wsi Radymno z prawem pobierania czynszów od kramów. Królowa Maria – córka Ludwika Węgierskiego w 1384 podarowała Radymno biskupom przemyskim. W 1431 król Władysław Jagiełło nadał wsi Radymno prawa miejskie z przywilejem cotygodniowych jarmarków (we wtorki) i dorocznego jarmarku na św. Wawrzyńca (10 sierpnia), potwierdzonym w 1467 przez króla Kazimierza Jagiellończyka.
Ze względu na położenie przy rzece (San) oraz uczęszczanym szlaku handlowym już w XVI w. Radymno stanowiło ruchliwy ośrodek targowy i rzemieślniczy z licznymi cechami (m.in. cech rzeźniczy, sitniczy czy powroźniczy). Tutejsi powroźnicy zaopatrywali w liny flotę królewską Władysława IV.
Nowożytność

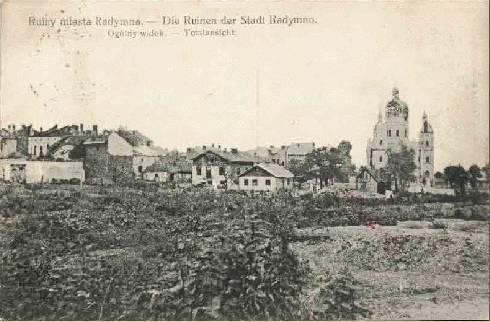
Pocztówka z Radymna

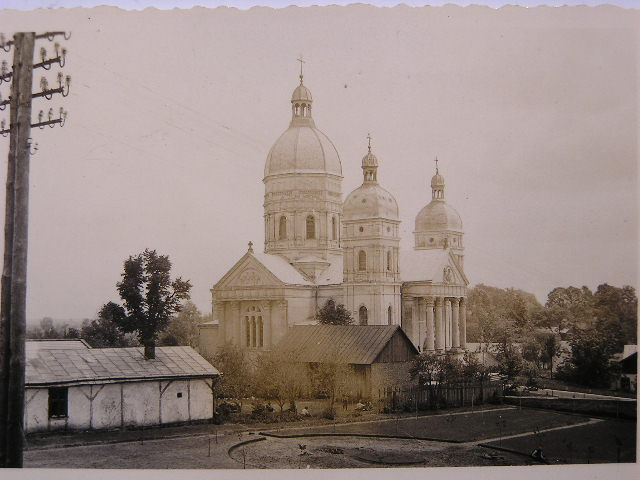
Nieistniejąca cerkiew greckokatolicka

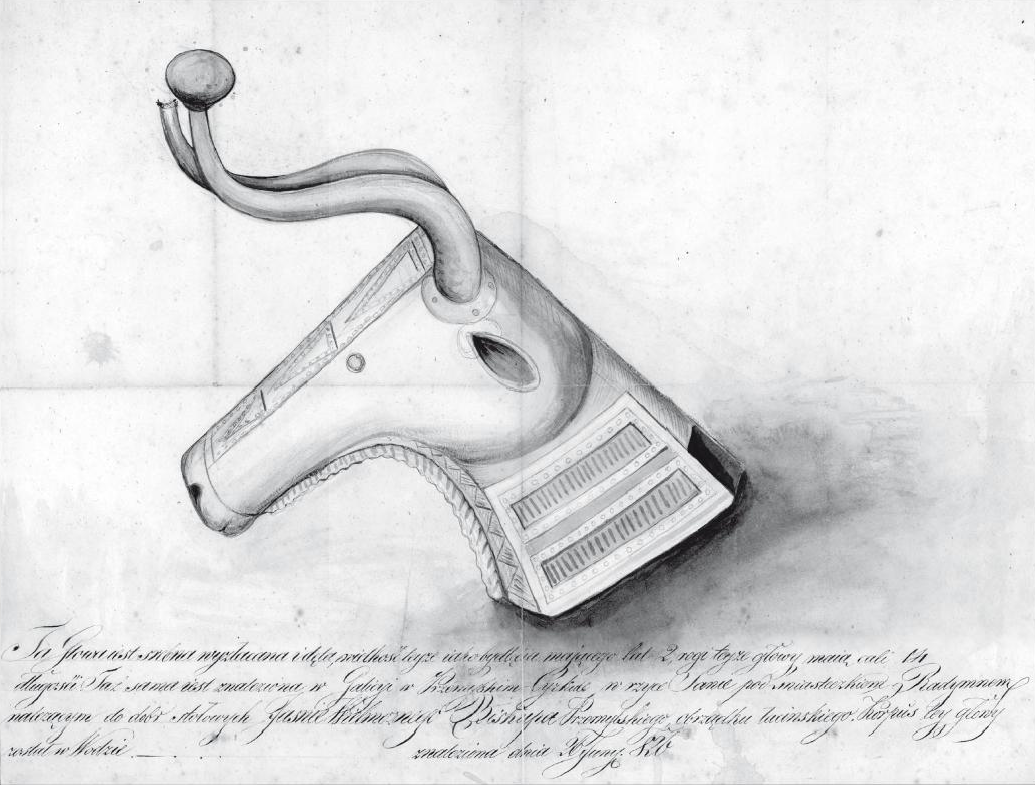
Rysunek srebrnej głowy byka

Położenie geograficzne miasta przyczyniało się do częstych zniszczeń wojennych (w 1488 – Wołosi, a w latach 1502 i 1624 – Tatarzy). Drewniana zabudowa i duży przepływ ludności sprzyjały wybuchowi niszczących pożarów (w latach 1603, 1638 i 1647).
W 1529 w zamiejscowej siedzibie biskupa obradował synod diecezjalny.
W 1598 w Radymnie wydano dokument erekcyjny, na podstawie którego parafia sarzyńska zaczęła samodzielnie funkcjonować.
Mimo zbudowania w 1625 r. wałów i parkanów obronnych Radymno zostało zdobyte przez Szwedów w 1656 i przez Węgrów Rakoczego rok później. Zniszczenia były tak duże, że nawet nadanie przywileju na fundamencie dawnych praw przez biskupa przemyskiego Wacława Hieronima Sierakowskiego celem podniesienia z ruin nie spowodowało wyraźnego rozwoju miasta.
W 1646 metropolita kijowski Petro Mohyła wydał statut ustanawiający bractwo przy przedmiejskiej cerkwi Trójcy Świętej.
Pod koniec lipca 1683 obozowały pod Radymnem wojska hetmana Stanisława Jabłonowskiego idące na odsiecz Wiedniowi obleganemu przez Turków. Na 29 lipca został na radymniańskich błoniach zarządzony popas.
W połowie XVIII w. Radymno liczyło 1200 mieszkańców i 154 domy, 3 kościoły, szpital dla ubogich, szkołę parafialną i 2 cegielnie.
W XVIII w. istniała w Radymnie okazała rezydencja biskupów przemyskich.
W 1730 roku został wybudowany murowany kościół pod wezwaniem św. Wawrzyńca i św. Sebastiana oraz tego samego roku został poświęcony przez ks. Andrzeja Pruskiego. Świątynia została zbudowana z inicjatywy biskupa przemyskiego Aleksandra Antoniego Fredry.
W latach 1772–1918 (146 lat) miasto znajdowało się pod zaborem austriackim. Było już wówczas ważnym węzłem drogowym. W wydanym w 1786 r. dziełku pt. „Geografia (...) Galicyi i Lodomeryi” autorstwa hr. Ewarysta Andrzeja Kuropatnickiego podano, iż Radymno jest ...Kościołem wspaniałym i fabryką nici, włoków, koronek grubych sławne. Tu się schodzą drogi murowane: wiedeńska, węgierska i lwowska.
6 grudnia 1794 na terenie miasta został aresztowany przez Austriaków Hugo Kołłątaj, w chwili gdy zmierzał przez Galicję i Węgry do Wenecji.
11 września 1823 w Radymnie urodził się Jan Zachariasiewicz.
W czerwcu 1826 prawdopodobnie koło Radymna rybacy wyłowili z Sanu srebrną głowę byka, która miała trafić do „zbioru starożytności w Wiedniu”.
W Radymnie lata szkolne spędził malarz Leopold Löffler, gdzie od 1832 mieszkał jego stryj Filip, miejscowy poczmistrz.
W latach 1856–1866 Radymno było po raz pierwszy siedzibą powiatu.
W 1860 obok Radymna przeprowadzono linię kolejową. Kilka lat po tym wydarzeniu władze austriackie zmieniły herb miasta z infuły biskupiej na żaglowiec kołyszący się na falach.
Na przełomie lat 60. i 70. XIX w. Austriacy rozpatrywali możliwość budowy twierdzy – zamiast w Przemyślu czy w Jarosławiu – w Radymnie. Ze względu na mniej korzystne położenie w terenie zdecydowano się jedynie na ufortyfikowanie przyczółka mostowego nad Sanem.
Dopiero w XIX w. nastąpiło ożywienie gospodarcze. 11 czerwca 1868 w Radymnie ustanowiony został sąd grodzki. Po likwidacji powiatu utrzymywały się niektóre urzędy, np. powiat sądowy, obejmujący 32 gminy i 29 obszarów dworskich, z których podatek bezpośredni w 1910 wynosił 109 722 korony. W 1863 powstał urząd podatkowy.
W 1884 zawiązane zostało Towarzystwo Powroźnicze, w 1893 zbudowano nowy zakład powroźniczy.
W 1874 otwarto nową szkołę ludową. Powstały w tym okresie: Towarzystwo Szkoły Ludowej, Towarzystwo Gimnastyczne „Sokół”, Straż Ogniowa, Stowarzyszenie św. Józefa, wybudowano ratusz (XIX w.).
Aby zapewnić odpowiednie warunki obrony przyczółka mostu na Sanie pod Radymnem oraz zakwaterowania jego załogi, przystąpiono do budowy umocnień polowych na terenie wsi Michałówka oraz przysiółka Zagrody, na terenie zaś wsi Skołoszów – dwóch obiektów koszarowych: jednego dla piechoty, drugiego dla kawalerii. Najpierw w miejscu ogrodu pałacu biskupiego tuż nad Radą zbudowano koszary piechoty, a następnie w pobliżu nadsańskich łąk na Złotej Górze – koszary kawaleryjskie. Planowano, że w Radymnie będą stacjonować 4 kompanie piechoty i 4 szwadrony kawalerii. W 1894 do obiektów tych wprowadziły się pierwsze jednostki. W tzw. koszarach dolnych został zakwaterowany II Batalion (dowódca – mjr Joseph Antonino) z 10. Galicyjskiego Pułku Piechoty Króla Szwecji i Norwegii Oskara II, którego dowództwo stacjonowało w Jarosławiu, natomiast w koszarach górnych – II dywizjon (dowódca – ppłk Szt. Gen. Victor Dankl) z 11. Czeskiego Pułku Ułanów Cesarza Rosji Aleksandra II z dowództwem w Przemyślu.
Pod koniec XIX w. Radymno liczyło 2700 mieszkańców.
Wiek XX
W 1902 sąd grodzki składał się z: sędziego, dwóch adiunktów, trzech urzędników i funkcjonariusza Prokuratury Państwowej. Od 1898 do kwietnia 1906 adiunktem w tym sądzie był Kazimierz Brzeziński, dziadek Zbigniewa. Jego współpracownikami byli: Justyn Rzepecki, adiunkt Eugeniusz Austin, oficjalista Szymon Kuczyński, notariusz Władysław Janicki, a także kanceliści: Józef Koczyrkiewicz i Adam Sawicki. 1 września 1902 w radymniańskiej czteroklasowej Szkole Ludowej rozpoczął naukę ojciec Zbigniewa Brzezińskiego – Tadeusz.
W 1910 wybudowano budynek ochronki w miejscu drewnianego budynku szpitala dla ubogich z 1838.
W latach 1906–1911 zbudowano cerkiew greckokatolicką pod wezwaniem Zaśnięcia Najświętszej Marii Panny w miejsce poprzedniej, która spłonęła w 1905. W 1961 świątynię zburzono na podstawie decyzji ówczesnych władz.
W 1912 ukraińscy emigranci w Kanadzie pochodzący z Radymna założyli okręg szkolny o nazwie "Radymno" w miejscowości Leeshore, Lamont County w prowincji Alberta.
Proboszcz parafii Radymno ksiądz Wojciech Szafrański w maju 1912 sprowadził do parafii Zgromadzenie Sióstr Służebniczek Najświętszej Maryi Panny Niepokalanie Poczętej, który to zakon istnieje do dzisiaj.
W 1914, po wybuchu I wojny światowej, w radymniańskich koszarach dolnych od 2 do 23 sierpnia stacjonowało dowództwo austriackiej 4 Armii z jej dowódcą gen. Moritzem Auffenbergiem na czele, a na radymniańskich błoniach – 8 Kompania Lotnicza.
14 sierpnia tegoż roku, po mszy św. w kościele parafialnym, grupa około 20 radymniańskich ochotników do Legionów Polskich udała się do Krakowa.
Po długich walkach o przyczółek mostowy i wysadzeniu obydwu mostów (kolejowego i drogowego) 20 września 1914 załoga przyczółka dowodzona przez mjr. Szabo wycofała się do Przemyśla. Po krótkiej obecności wojsk rosyjskich, w wyniku bitwy pod Radymnem stoczonej 23–25 maja 1915 przez rosyjską 3 Armię gen. piech. Leonida Lesza i niemiecko-austriacką 11 Armią gen. Augusta von Mackensena, miasto zostało bardzo zniszczone.
Po kryzysie przysięgowym w Legionach Polskich i dyslokowaniu pod koniec sierpnia i na początku września 1917 Polskiego Korpusu Posiłkowego w rejon Przemyśl–Żurawica–Radymno, w Radymnie stacjonował Sztab 1 Pułku Artylerii (w radymniańskim ratuszu) oraz warsztaty artyleryjskie i składy, w skołoszowskim folwarku – II dywizjon armat, w Wysocku – I dywizjon armat, w Sośnicy – I dywizjon haubic, a kolumny amunicyjne w Tuczempach, Ostrowie, Wietlinie i Łazach. Pod koniec października i na początku listopada 1917 r. pułk przeniesiono do Przemyśla.
W 1921 miasto liczyło 254 budynki mieszkalne i 1907 mieszkańców, w tym: 1035 Polaków (124 grekokatolików, 75 wyznania mojżeszowego), 63 Rusinów, 808 Żydów i 1 innej narodowości.
W 1930 rozporządzeniem Rady Ministrów dokonano zmian granic miasta Radymna. Przyłączono wówczas do miasta część wsi Skołoszów położoną pomiędzy dotychczasową linią graniczną Skołoszów – Radymno a torem kolejowym wraz z przysiółkiem Zagrody oraz torem kolejowym i stacją kolejową.
W 1931 liczba budynków mieszkalnych wzrosła do 321, a mieszkańców do 2213 osób. W 1939 liczba mieszkańców przekroczyła 2500 osób.
Od 1933 w Radymnie stacjonował 10 Dywizjon Taborów. Zgodnie z planem mobilizacyjnym „W2” pod koniec sierpnia i na początku września 1939 dywizjon mobilizował dla:
- 2 Dywizji Piechoty Legionów: cztery kolumny taborowe parokonne (nr 5–8) i dwa dowództwa grup marszowych służb typu II (nr 1 i 2);
- 22 Dywizji Piechoty Górskiej: cztery kolumny taborowe parokonne (nr 13–16) i dwa dowództwa grup marszowych służb typu II (nr 9 i 10);
- 24 Dywizji Piechoty: cztery kolumny taborowe parokonne (nr 21–24) i dwa dowództwa grup marszowych służb typu II (nr 17 i 18);
- 36 Dywizji Piechoty Rezerwowej: osiem kolumn taborowych parokonnych (nr 31–38) oraz warsztat taborowy (parokonny) nr 31 i dwa dowództwa grup marszowych służb typu II (nr 31 i 32).

Ponadto dywizjon mobilizował:
- trzy kolumny sanitarne konne (nr 101–103) według etatu kolumny kawaleryjskiej parokonnej typu I;
- dwanaście dyspozycyjnych kolumn taborowych parokonnych (nr 61–72);
- dwa armijne parki taborowe (nr 61–62);
- Zbiornicę Taborową nr 2;
- Okręgową Składnicę Taborową nr 10;
- Zapas Koni Okręgu Korpusu nr X;
- Ośrodek Zapasowy Taborów nr 2.

W czasie kampanii wrześniowej 10 września 1939 walkę z niemieckim Oddziałem Wydzielonym 4 Dywizji Lekkiej o przeprawę na Sanie w Radymnie stoczyła Grupa „Jarosław” ppłk. Jana Wójcika wspierana przez pododdziały 10 Brygady Kawalerii płk. Stanisława Maczka.
W kwietniu–maju 1940 w Katyniu i Charkowie zamordowano 31 oficerów służby stałej i rezerwy z 10 Dywizjonu Taborów w Radymnie, w Kalininie – 2 radymniańskich policjantów, a w Bykowni – kierownika Sądu Grodzkiego w Radymnie Henryka Franciszka Wagnera (s. Juliana, ur. 21.01.1906). Oprócz nich w tych miejscach kaźni zginęło 4 oficerów i 4 policjantów urodzonych w Radymnie, tzn.:
- w Charkowie:
  - ppor. rez. (pośmiertnie – por.) Marian Aleksander Fedkowicz-Hordyński, s. Otmara, ur. 15.08.1910;
  - ppor. rez. (pośmiertnie – por.) Marian Antoni Ligaszewski, s. Jana, ur. 17.05.1901;
- w Kalininie (pochowani w Miednoje):
  - st. posterunkowy Maricn Bis[24].
  - st. posterunkowy (pośmiertnie – aspirant) Jan Czternastek, s. Sebastiana, ur. 19.04.1895;
  - przodownik (pośmiertnie – aspirant) Tomasz Popkiewicz, s. Franciszka, ur. 9.12.1894;
  - przodownik (pośmiertnie – aspirant) Franciszek Znojko, s. Andrzeja, ur. 14.06.1898[25];
- w Bykowni:
  - kpt. Mieczysław Tadeusz Gąszewski (do 1938 – Gąska), s. Piotra, ur. 7.09.1907;
  - kpt. Eugeniusz Wiktor Maskowicz, s. Andrzeja, ur. 11.01.1897;
  - st. posterunkowy Józef Zarański, s. Sebastiana, ur. 7.02.1892[26].

W marcu 1941 na cmentarzu parafialnym w Radymnie został pochowany działacz Stronnictwa Ludowego i były poseł do Sejmu RP Bruno Stanisław Gruszka.
W latach 1941–1943 Niemcy, którym pomagała Ukraińska Policja Pomocnicza, zgładzili tutaj lub w obozach zagłady ok. 1000 miejscowych Żydów. W latach 1943–1945 nacjonaliści ukraińscy z OUN-UPA zamordowali w Radymnie lub jego pobliżu 13 Polaków. W latach 1943–1947 mieście było schronieniem przez atakami UPA dla wielu mieszkańców okolicznych wiosek. 11 marca 1945 r. w obronie ludności polskiej poległo w walce z banderowcami 10 żołnierzy Wojska Polskiego.
Wieczorem 22 lipca 1944 czołówki radzieckiego 11 Korpusu Pancernego Gwardii gen. lejtn. Andrieja Gietmana dotarły do Sanu pod Radymnem. Korpus jednakże nie mógł sforsować rzeki z marszu, ponieważ spotkał się z silnym oporem oddziałów niemieckiej 24 Dywizji Pancernej generała wojsk pancernych Maximiliana von Edelsheima. 23 lipca pododdziały zmotoryzowane i czołgi radzieckie trzykrotnie próbowały sforsować San i zdobyć przyczółek pod Zagrodami, lecz każdorazowo zostały zatrzymane silnym ogniem niemieckich czołgów, dział szturmowych, artylerii i broni maszynowej. Dopiero 26 lipca, po silnym przygotowaniu artyleryjskim, radziecki 11 Korpus Pancerny Gwardii we współdziałaniu ze 102 Korpusem Strzeleckim sforsował San pod Grabowcem i do północy opanował Radymno, rozwijając z powodzeniem natarcie w kierunku południowym i południowo-zachodnim.
W latach 1946–1947 z miasta wysiedlono do ZSRR 625 osób (180 rodzin) narodowości ukraińskiej. Ukraińcy z Radymna zostali osiedleni w obwodach lwowskim, wołyńskim, stanisławowskim i tarnopolskim.
Po II wojnie światowej miasto liczyło 3500 mieszkańców. Od 1948 zaczęto likwidować sąd grodzki funkcjonujący w Radymnie. Po wyzwoleniu reaktywowano I Krajowe Towarzystwo Powroźnicze oraz utworzono powiat radymniański, który istniał w latach 1954–1961. W latach 60. XX w. zaczął się kolejny etap rozwoju gospodarczego, powstały nowe zakłady pracy, m.in. mleczarnia (nieistniejąca dziś), Zakład Eksploatacji Kruszywa (1968) i Fabryka Domów. Dobrze funkcjonowały Państwowe Przedsiębiorstwo Budownictwa Rolniczego i Państwowy Ośrodek Maszynowy.
W 1991 Konfederacja Polski Niepodległej ufundowała Pomnik Ofiar Komunizmu. 9 kwietnia 2000 w Radymnie pod tym pomnikiem odbyły się uroczystości upamiętniające rocznice zbrodni katyńskiej i deportacji Polaków na Syberię.
Wiek XXI
25 sierpnia 2002 w Radymnie miały miejsce XIX dożynki diecezjalne i II dożynki województwa podkarpackiego. Mszę Świętą odprawił bp Adam Szal. Hasło dożynek brzmiało: „Bóg bogaty w miłosierdzie”.

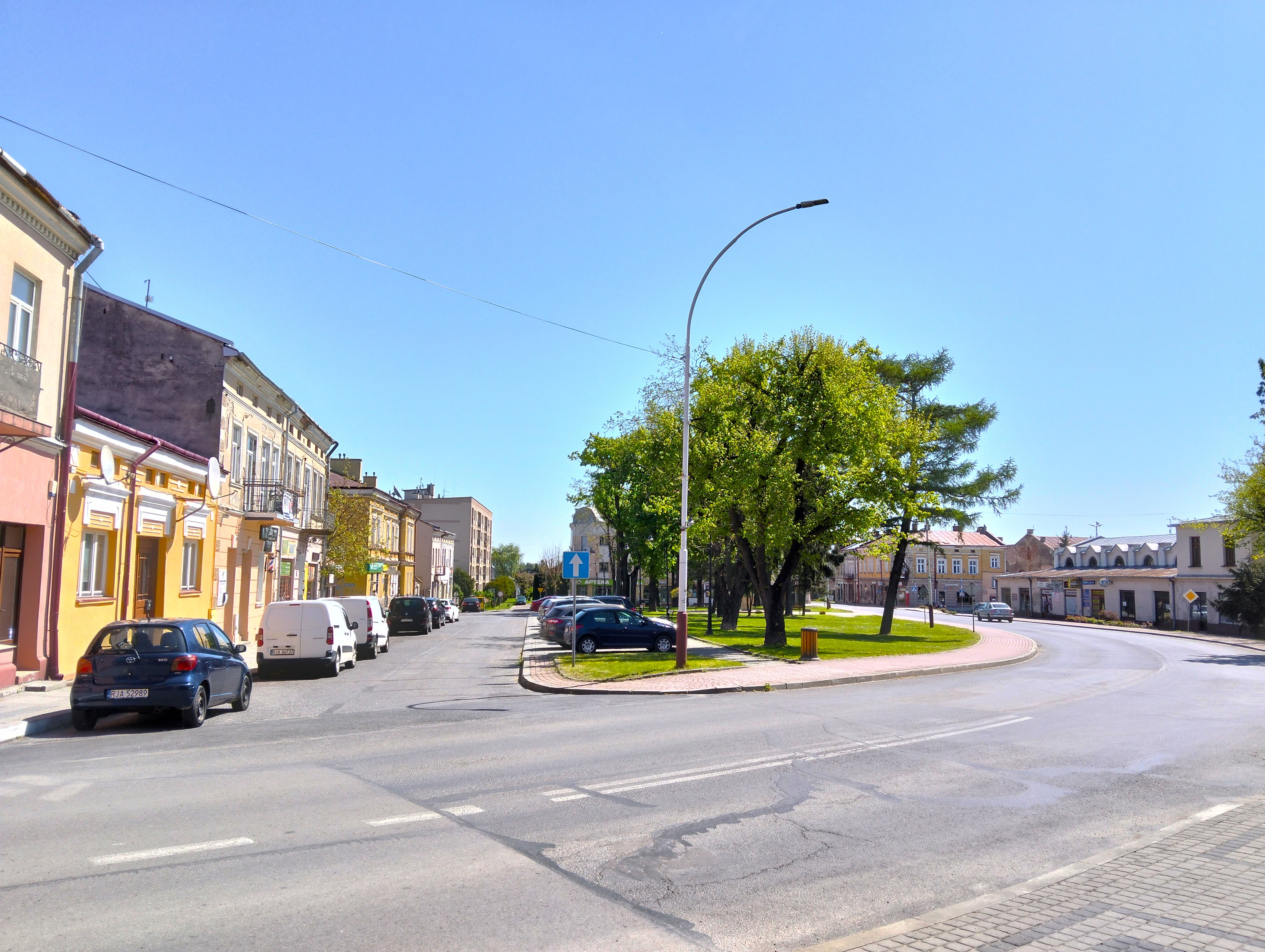
Rynek

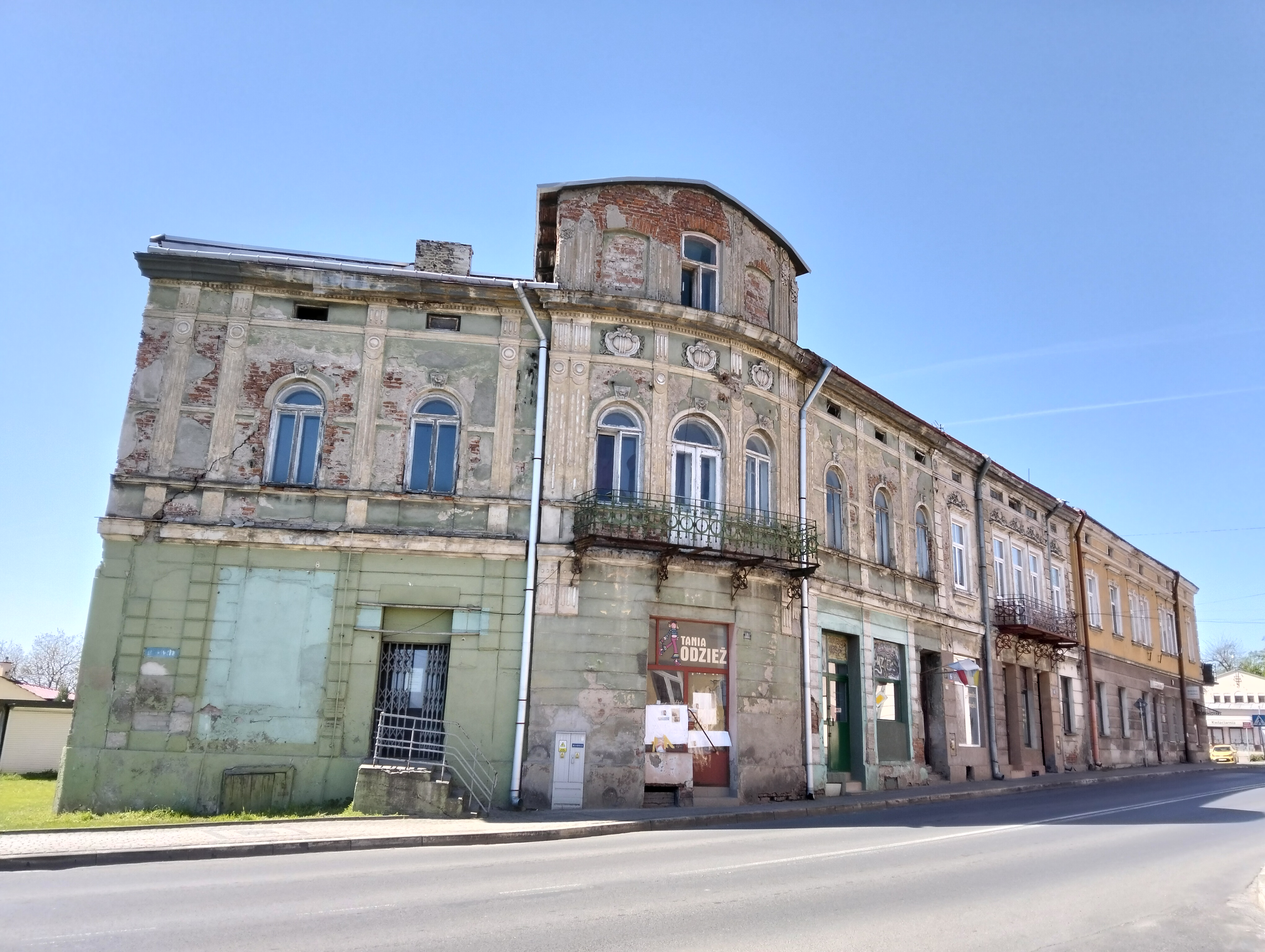
Zabudowa ulicy Lwowskiej

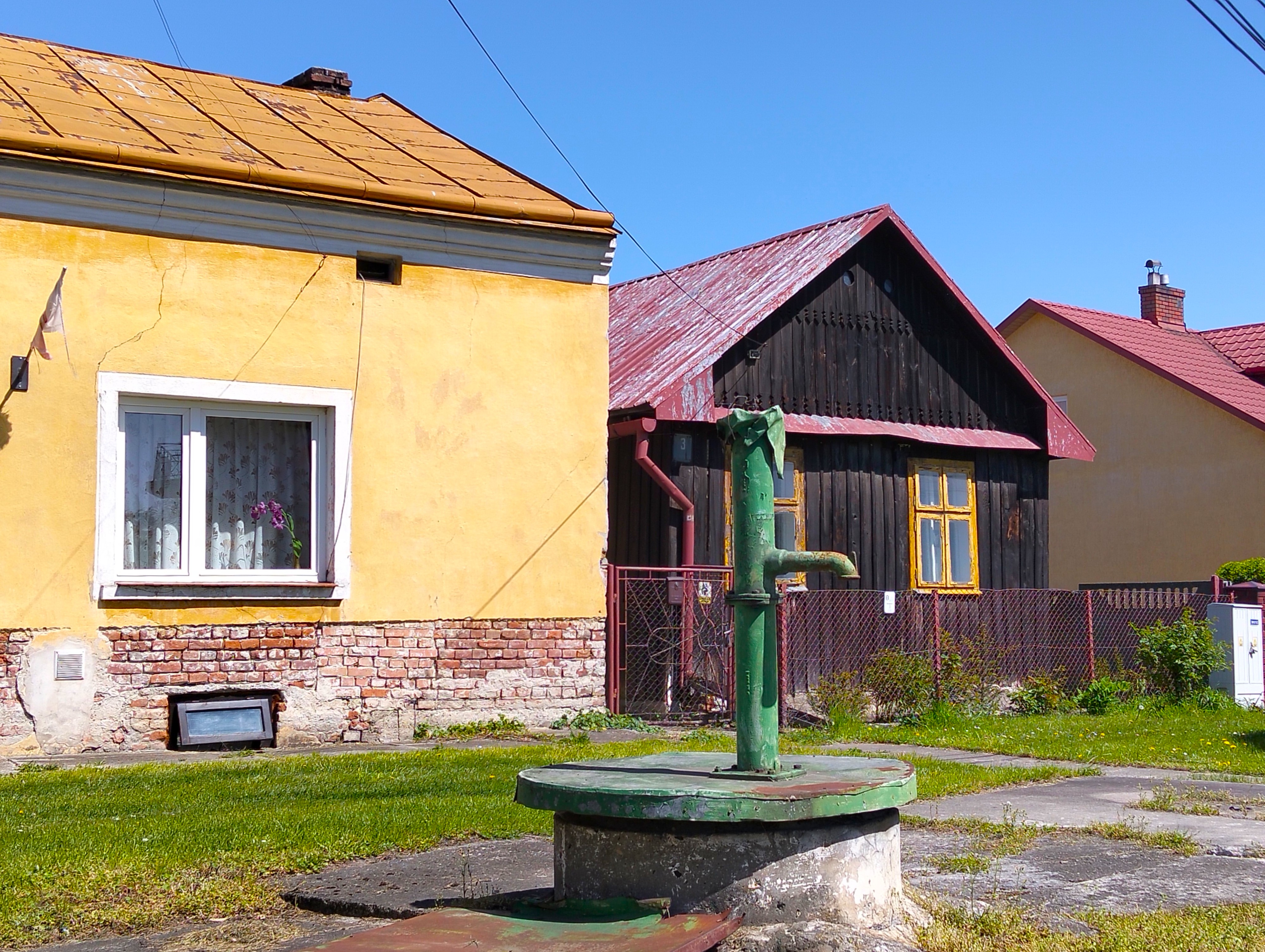
Drewniana zabudowa ulicy Zachariasiewicza

20 września 2009 w Radymnie odbywały się Dożynki Powiatu Jarosławskiego rozpoczęte mszą świętą koncelebrowaną przez biskupa Adama Szala. 20 kwietnia 2010 w Radymnie posadzono Dęby Pamięci i odsłonięto tablicę poświęconą oficerom 10 Dywizjonu Taborów stacjonującym przed II wojną światową w Radymnie i pomordowanym w Katyniu.
11 i 12 września 2010 w Zespole Szkół Ogólnokształcących i Zawodowych im. Adama Mickiewicza odbyła się uroczystość z okazji 60-lecia swojego istnienia.
30 września 2010 szkoła podstawowa została odznaczona medalem Pro Memoria.
11 listopada 2010 odbyła się uroczystość nadania sztandaru szkoły dla gimnazjum im. Biskupa Ignacego Krasickiego.
3 stycznia 2011 rozpoczęło działalność Środowiskowe Centrum Socjoterapeutyczne dla dzieci i młodzieży.
11 kwietnia 2012 Rada Powiatu Jarosławskiego na XIX sesji podjęła uchwałę w sprawie rozwiązania Zespołu Szkół Zawodowych i Placówek. Podjęto również uchwałę, że wszystkie oddziały klas będą prowadzone od roku szkolnego 2012/2013 przez Zespół Szkół Ogólnokształcących Zawodowych i Rolniczych utworzony ze Szkoły Ogólnokształcącej i Zawodowej oraz ze zlikwidowanej szkoły.
3 maja 2012 na radymniańskim Rynku oraz przed budynkiem szkoły podstawowej przy ulicy Lwowskiej odbyła się rekonstrukcja historyczna, która obejmowała losy Polski od 1791 do 1939.
15 czerwca 2012 poświęcenie kościoła Najświętszego Serca Pana Jezusa.
20 lipca 2013 nad zalewem „ZEK” odbyła się rekonstrukcja historyczna Wołyń 1943–2013 „Nie o zemstę, lecz o pamięć wołają ofiary”.
8 września 2013 na terenie miasta odbyły się obchody 135-lecia jednostki Ochotniczej Straży Pożarnej w Radymnie.
22 sierpnia 2015 w Radymnie została erygowana nowa Parafia Najświętszego Serca Pana Jezusa.
17 i 18 września 2016 miały miejsce obchody 650-lecia Radymna oraz 1050. rocznicy Chrztu Polski.
22 października 2016 odbyła się uroczysta sesja Rady Miejskiej z okazji 650-lecia nadania przywileju lokacyjnego wsi Radymno
3 czerwca 2024 Radymno otrzymało wsparcie finansowe z Unii Europejskiej w formie grantu na realizację projektu pn. „Poprawa cyberbezpieczeństwa Miasta Radymna”.

## Zabytki

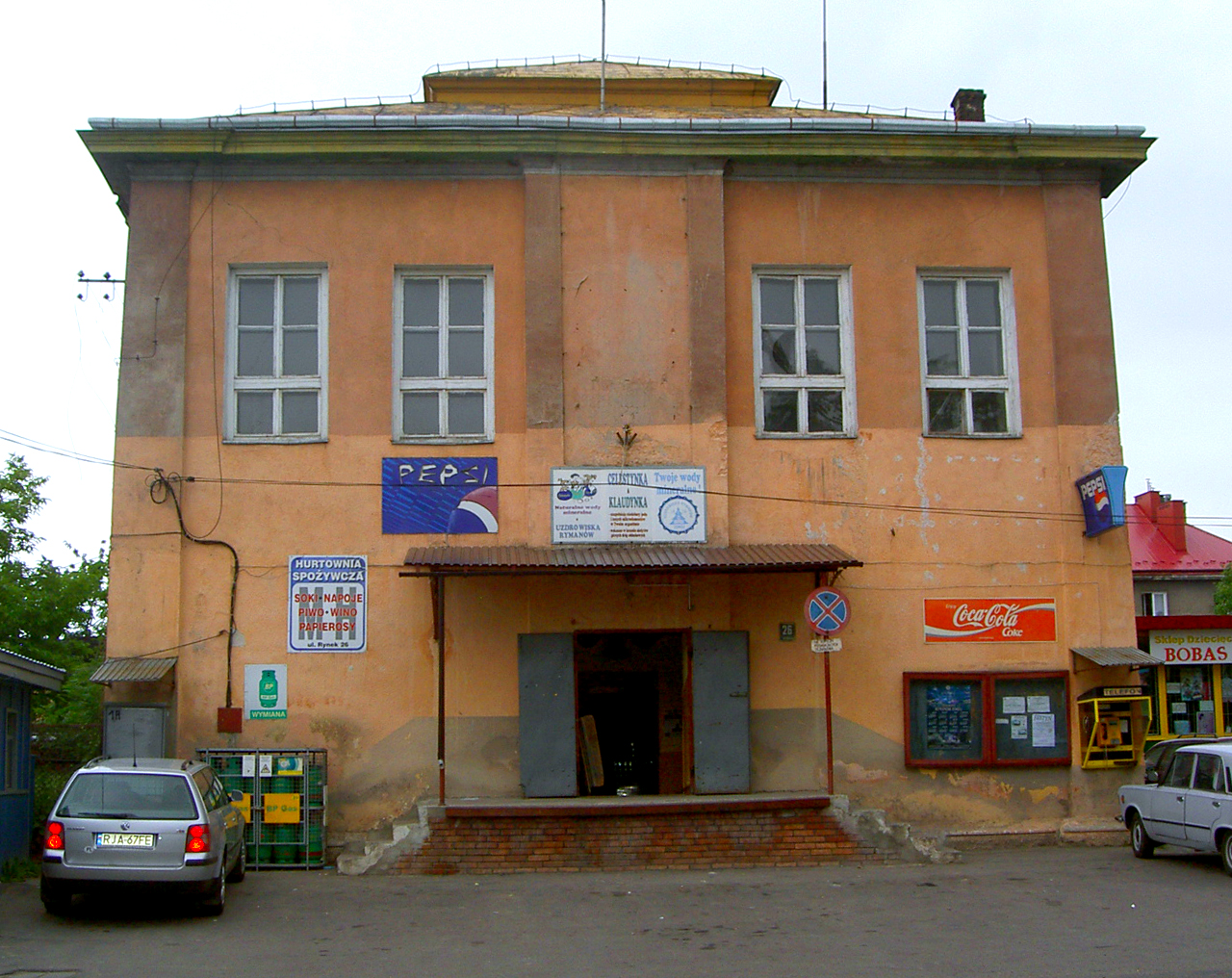
Dawna Synagoga w Radymnie

- Centrum miasta usytuowane w otoczeniu Rynku posiada zabytkowy układ urbanistyczny sięgający XIV–XV w., przekształcony w późniejszych wiekach, zwłaszcza w XVIII–XIX w., z powodu budowy dróg oraz regulacji zabudowy. W obrębie miasta zachowało się kilkadziesiąt zabytkowych budowli, w większości domów i kamieniczek z XIX i początków XX w.
- Kościół parafialny pw. św. Wawrzyńca, murowany, zbudowany w latach 1724–1730 w stylu barokowym. Przy kościele dzwonnica z 1729 oraz plebania z drugiej połowy XVIII w.
- Cmentarz komunalny oraz kaplica grobowa z przełomu XIX/XX w.
- W obrębie miasta znajduje się kilka zabytkowych kapliczek.
- W Rynku znajduje się hala targowa zbudowana ok. 1938 r. oraz synagoga – z początku XX w.
- Na terenie dawnej posiadłości biskupiej przy ul. Lwowskiej zachowały się: czworaki, spichlerz, brama, a przy ul. Budowlanych (w tym samym kompleksie) dworek z około 1920 r.

## Związki wyznaniowe

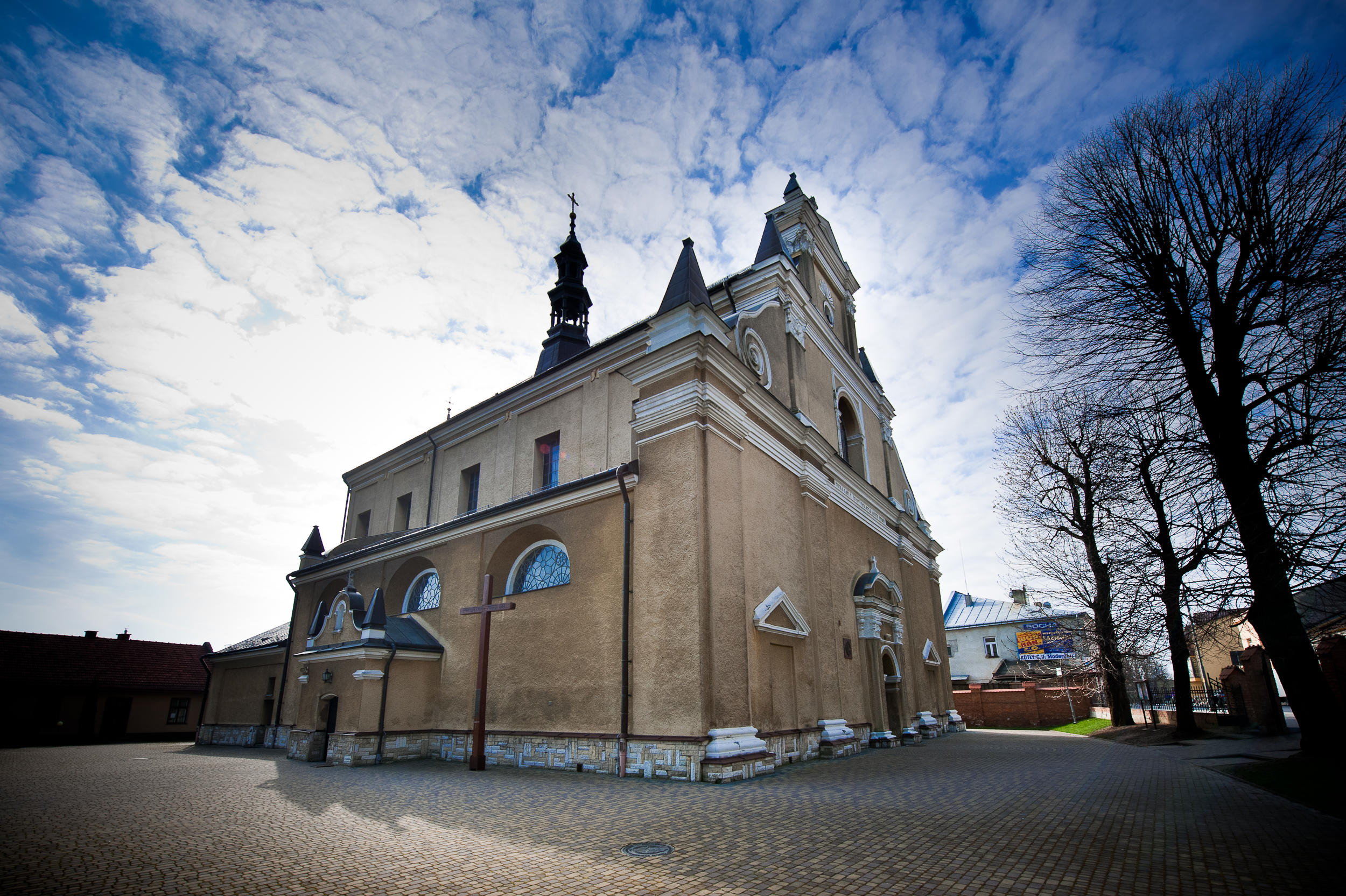
Kościół parafialny Świętego Wawrzyńca w Radymnie

Niegdyś miasto było siedliskiem ludności o wyznaniach: rzymskokatolickiej, judaistycznej i greckokatolickiej. Obecnie większość mieszkańców Radymna jest wyznania rzymskokatolickiego.

### Kościół katolicki
- Parafia św. Wawrzyńca w Radymnie
  - Kościół parafialny Świętego Wawrzyńca w Radymnie
- Parafia Najświętszego Serca Pana Jezusa w Radymnie
  - Kościół parafialny Najświętszego Serca Pana Jezusa w Radymnie

### Świadkowie Jehowy
- Zbór
  - Sala Królestwa[29].

## Transport

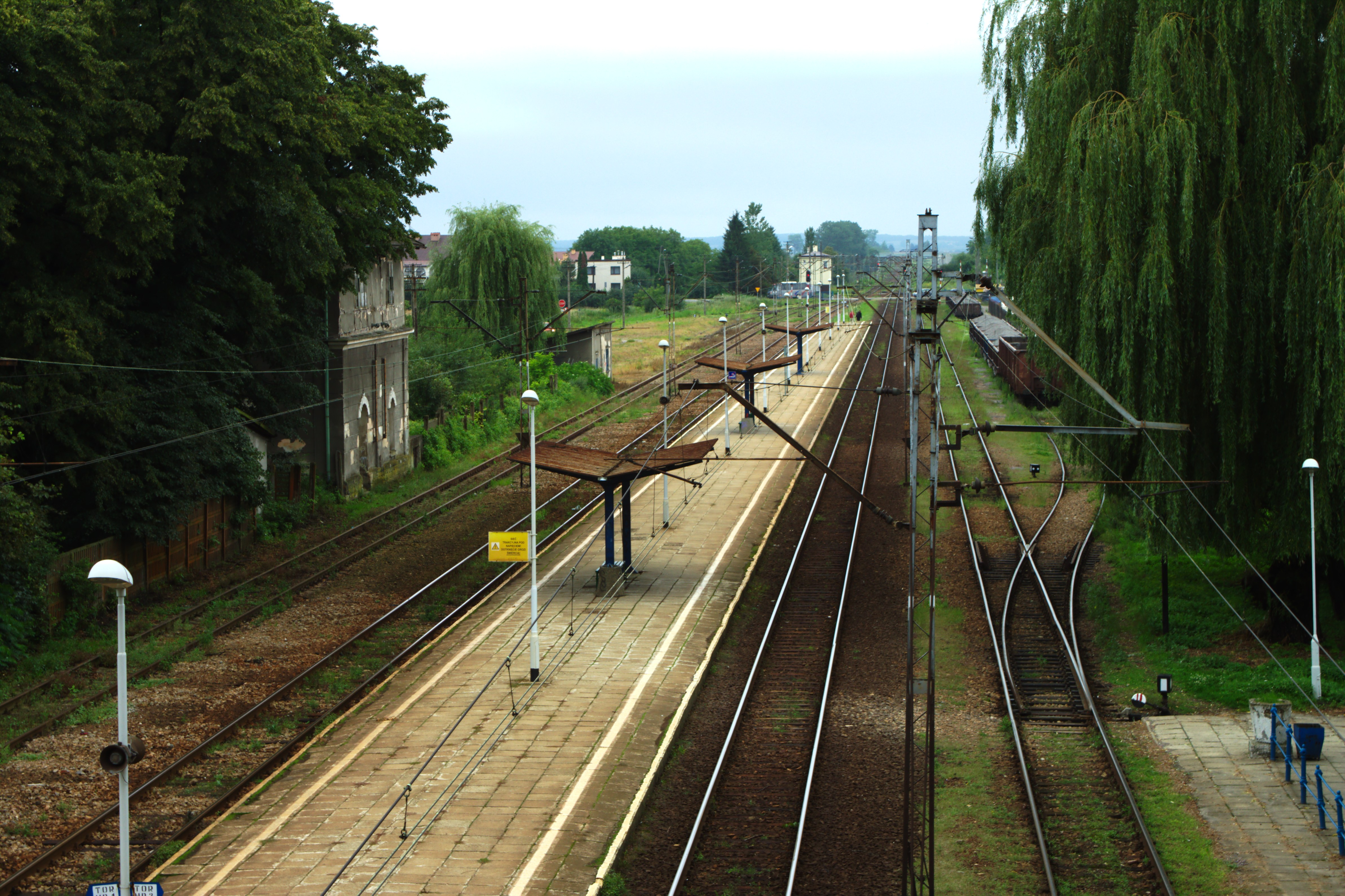
Peron stacji kolejowej w Radymnie

Radymno jest ważnym węzłem komunikacyjnym:
- 94 Droga krajowa nr 94: Zgorzelec – Legnica – Wrocław – Opole – Bytom – Kraków – Tarnów – Rzeszów – Korczowa
- 77 Droga krajowa nr 77: Lipnik – Sandomierz – Stalowa Wola – Nisko – Jarosław – Przemyśl

W 2001 obok miasta powstała obwodnica, która w znacznym stopniu zmniejszyła intensywność ruchu drogowego na terenie Radymna.

## Infrastruktura
Miasto jest całkowicie zaopatrywane w wodę z wodociągów. Sieć gazociągów pokrywa prawie całe miasto.
Miasto jest siedzibą Komendy Miejskiej Policji oraz Komendy Ochotniczej Straży Pożarnej założonej w 1877.
Na terenie miasta znajduje stacja komunikacji autobusowej PKS i stacja kolejowa.

## Turystyka
Największą atrakcją turystyczną jest zbiornik wodny ZEK o powierzchni około 70 ha mający wodę I klasy czystości. W sezonie letnim czynne jest kąpielisko strzeżone z wypożyczalnią kajaków i rowerów wodnych oraz żaglówek. Organizowane są także kursy żeglarskie przez Stowarzyszenie Kulturalno Turystyczne „ZEK Radymno”.
W mieście funkcjonuje Wędkarski Klub Sportowy „Rad–Mix” Radymno przy Kole PZW w Radymnie, pod którego opieką przez cały rok dostępne są łowiska wędkarskie; oprócz zbiornika wodnego ZEK przez teren gminy przepływają dwa cieki: San i Rada.

## Sport
Od 1934 w Radymnie działało Wojskowo-Cywilne Stowarzyszenie Sportowe WCSS 34 – pierwszy wielosekcyjny klub sportowy – poprzednik Klubu Sportowego MKS Radymno, grającego obecnie w klasie okręgowej. Stadion MKS przy ul. Lwowskiej mieści 1000 osób, posiada oświetlenie. Od sezonu 2004–2005 drużyna występuje w klasie okręgowej. W przeszłości klub z Radymna grał w IV lidze, a obecnie w V lidze. Istnieją również drużyny młodzieżowe. W sezonie 2007/2008 drużyna juniorów awansowała do II ligi podkarpackiej. W klubie jest drużyna juniorów młodszych oraz trampkarzy.
29 sierpnia 2009 otwarto boisko w ramach projektu „Orlik 2012”.
3 października 2010 nastąpiła inauguracja występów ligowych Towarzystwa Kulturalno-Sportowego „Żagiel” Radymno rozpoczynający rozgrywki siatkówki męskiej w Radymnie.
W 2013 ukończono budowę nowych trybun na stadionie miejskim.
W mieście znajduje się także ogólnodostępna hala sportowa.

## Kultura
Dni Radymna
- Dni Radymna 25 lipca 2010 – gwiazda wieczoru Andrzej Piaseczny.
- Dni Radymna 17–18 lipca 2011 – gwiazdy wieczorów Blue Café i Enej.
- Dni Radymna 15 lipca 2012 – gwiazdą wieczoru był zespół Bajm.
- Dni Radymna 12–14 lipca 2013 – gwiazdy wieczorów: Afromental i Maleo Reggae Rockers.
- Dni Radymna 17–20 lipca 2014 – gwiazdą wieczoru 19 lipca był zespół Kombii.
- Dni Radymna 29–31 maja 2015 – gwiazdą wieczoru 31 maja był zespół Łzy.
- Dni Radymna 1 czerwca, 3–5 czerwca, 11 czerwca 2016 – gwiazdy wieczoru 5 czerwca Kuba & Sabina oraz Finaliści Programu The Voice of Poland w projekcie „Tribute to Jantar”.

Jazz Festival Radymno
- Od roku 2010 w Miejskim Ośrodku Kultury odbywa się Jazz Festival Radymno.
- 4 marca 2011 w Radymnie odbył się II Radymno Jazz Festival[31].
- 10 lutego 2012 w dworze kresowym na terenie miasta odbył się III Radymno Jazz Festival wystąpili Lora Szafran i Marek Raduli.
- 23 lutego 2013 w dworze kresowym miał miejsce IV Radymno Jazz Festival wystąpili Magda Piskorczyk i Boogie Boys[32].
- 20 lutego 2014 odbył się V Radymno Jazz Festival.
- 6 lutego 2015 – VI Radymno Jazz Festiwal, gwiazda wieczoru Ania Szarmach.
- 8 kwietnia 2016 – VII Radymno Jazz & Rock Festival, wystąpili: Jazz Band Ball Orchestra, RSC (zespół muzyczny).

Podkarpacki Przegląd Chórów
- 9 kwietnia 2011 w kościele pw. św. Wawrzyńca w Radymnie miał miejsce V Podkarpacki Przegląd Chórów, którego tematem były pieśni pasyjne.
- 24 marca 2012 w kościele pw. św. Wawrzyńca odbył się VI Podkarpacki Przegląd Chórów.
- 23 marca 2013 w kościele pw. św. Wawrzyńca odbył się VII Podkarpacki Przegląd Chórów.
- 5 kwietnia 2014 w kościele pw. Najświętszego Serca Pana Jezusa miał miejsce VIII Podkarpacki Przegląd Chórów „Pieśni Pasyjne”.
- 21 marca 2015 w kościele pw. św. Wawrzyńca w Radymnie – IX Podkarpacki Przegląd Chórów – Pieśni Pasyjne.
- 12–13 marca 2016 w kościele pw. św. Wawrzyńca – X Podkarpacki Przegląd Chórów – Pieśni Pasyjne.
- 1 kwietnia 2017 w kościele pw. św. Wawrzyńca – XI Podkarpacki Przegląd Chórów – Pieśni Pasyjne.

Noc Świętojańska
- I Jurajska Noc Świętojańska – 24 czerwca 2015.
- II Jurajska Noc Świętojańska – 24 czerwca 2016.

Orszak Trzech Króli
- I Orszak Trzech Króli – 6 stycznia 2016.
- II Orszak Trzech Króli – 6 stycznia 2017.

Sesje historyczne z cyklu „Moja Mała Ojczyzna”
- I sesja pt. 100. rocznica bitwy pod Radymnem 23–25.05.1915 (21.02.2015),
- II sesja pt. Radymniańskie ofiary zbrodni katyńskiej (18.04.2015),
- III sesja pt. Znani i mniej znani zasłużeni dla miasta Radymna i okolic (20.06.2015).

Inne
- 18 – 20 maja 2012 otwarcie X sezonu motocyklowego.
- 22 kwietnia 2017 w hali sportowej odbył się II Wojewódzki Turniej Szachowy o Puchar Wojewody Podkarpackiego.

## Oświata

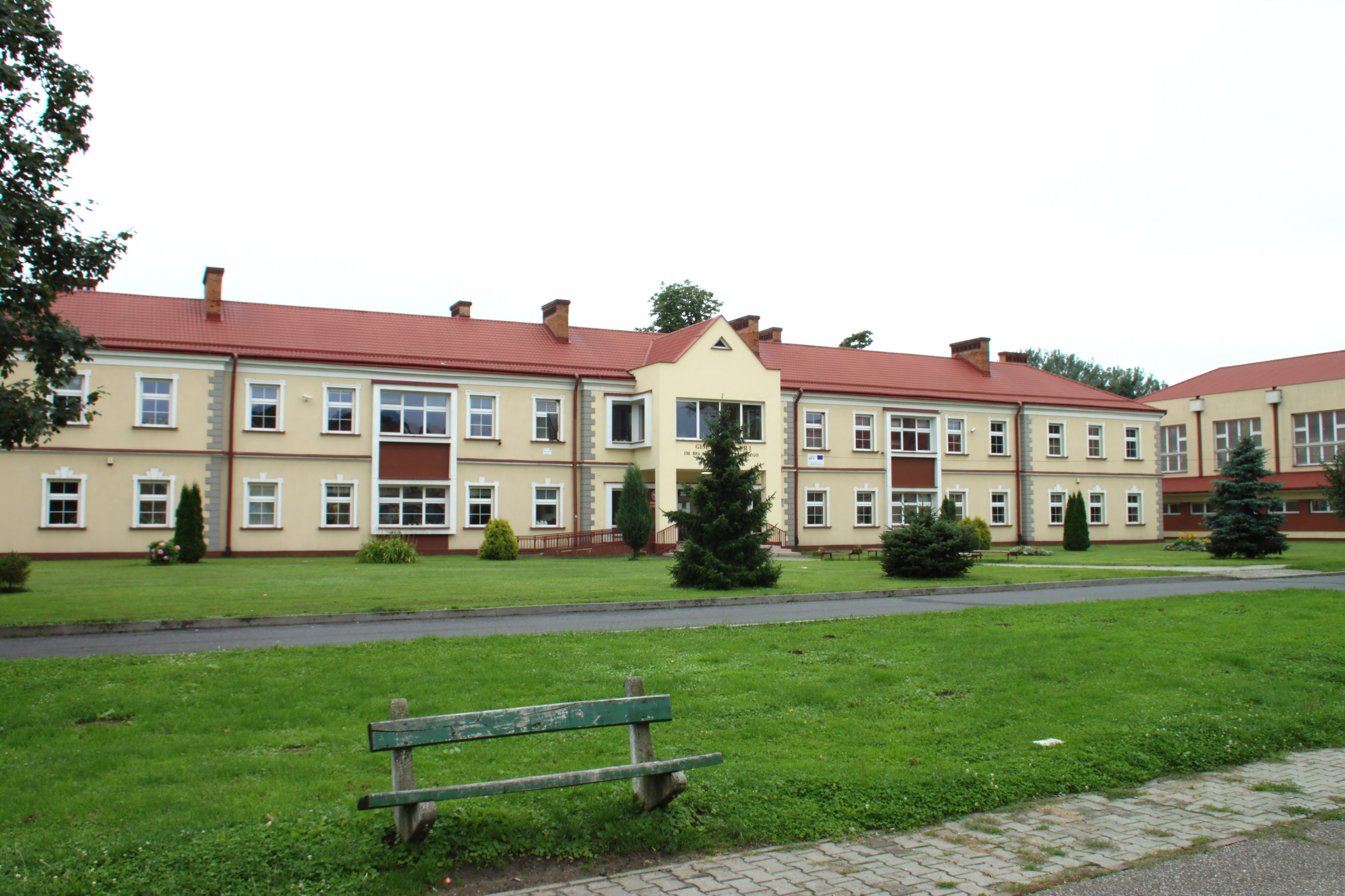
Szkoła Podstawowa im. Bohaterów Września 1939 roku (ul. Lwowska)

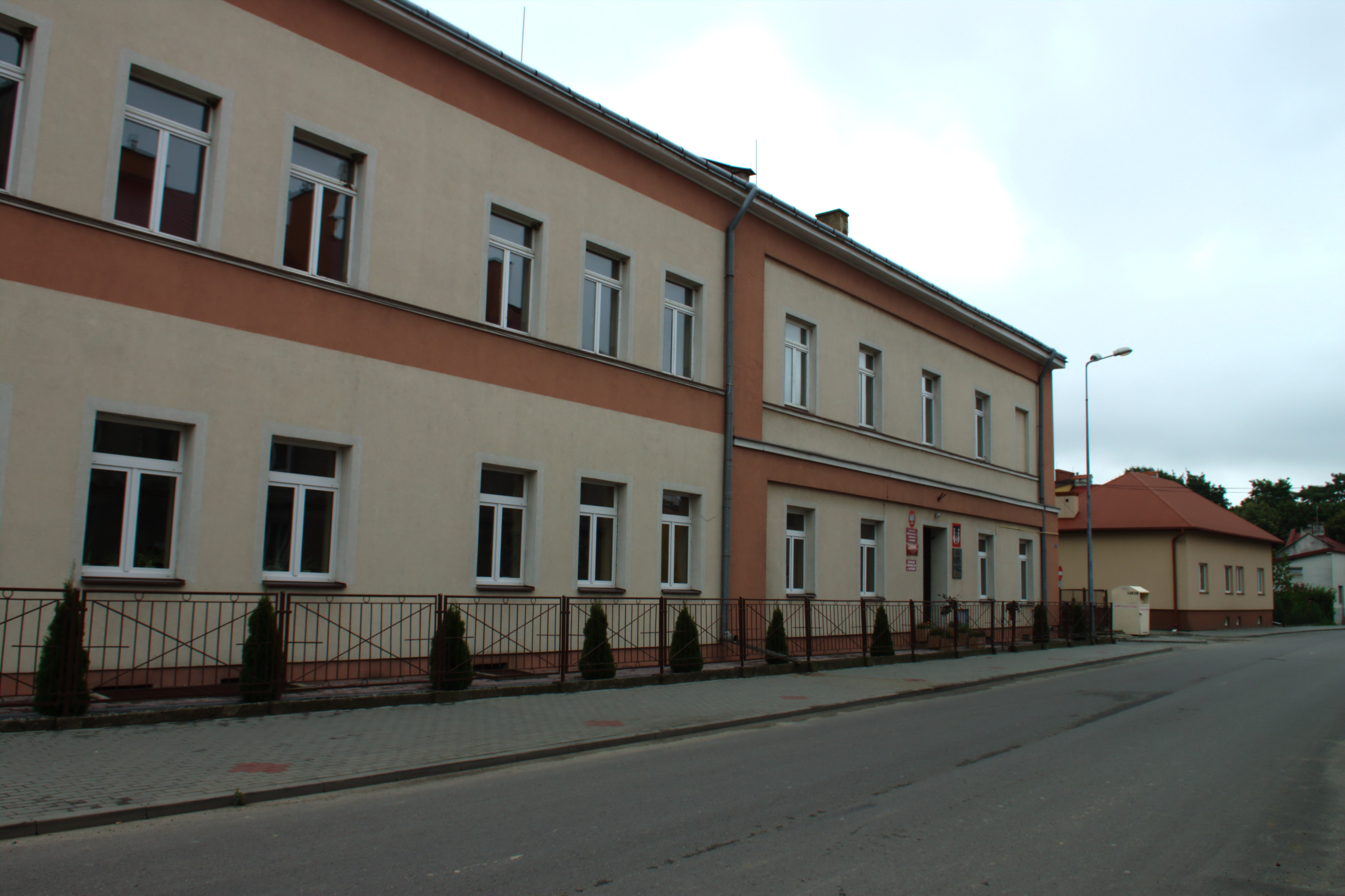
Szkoła Podstawowa im. Bohaterów Września 1939 roku (ul. Mickiewicza)

W Radymnie funkcjonują następujące placówki oświatowe (wrzesień 2019 r.):
- Przedszkole Parafialne im. św. Mikołaja[33],
- Przedszkole Samorządowe[34],
- Szkoła Podstawowa im. Bohaterów Września 1939 roku[35] (liczba nauczycieli – 42),
- Zespół Szkół Ogólnokształcących Zawodowych i Rolniczych im. Adama Mickiewicza[36] (liczba nauczycieli – 27).

## Służba zdrowia
- Centrum Medyczne Radymno (Przychodnia Stomatologiczna (otwarta w 2015 r.), Przychodnia Medycyny Rodzinnej, Poradnia Kardiologiczna),
- Niepubliczny Zakład Opieki Zdrowotnej „ARS-MEDICA” w Radymnie,
- Środowiskowe Centrum Socjoterapeutyczne dla dzieci i młodzieży (rozpoczęło działalność 3 stycznia 2011 r.),
- W mieście funkcjonują cztery apteki.

Kazimierz Gramski był długoletnim właścicielem apteki w Radymnie i dobrodziejem miasta, który zmarł w 1954 r. Został on pochowany w rodzinnej kaplicy na cmentarzu parafialnym. Jego apteka oraz znajdujące się na piętrze mieszkanie mieściło się w kamienicy (obecnie opuszczonej) stojącej vis-à-vis kościoła parafialnego. Po upaństwowieniu apteki tradycję rodzinną kontynuowała przez wiele lat córka Janina z Gramskich Dąbrowska pochowana w latach osiemdziesiątych wraz z mężem w rodzinnej kaplicy.

## Ochrona środowiska
Obszar Natura 2000 w mieście to obszar siedliskowy rzeki wzdłuż Sanu.
4 pomniki przyrody:
- Iglicznia trójcierniowa,
- Jesion wyniosły,
- Lipa drobnolistna,
- Modrzew europejski.

## Gospodarka

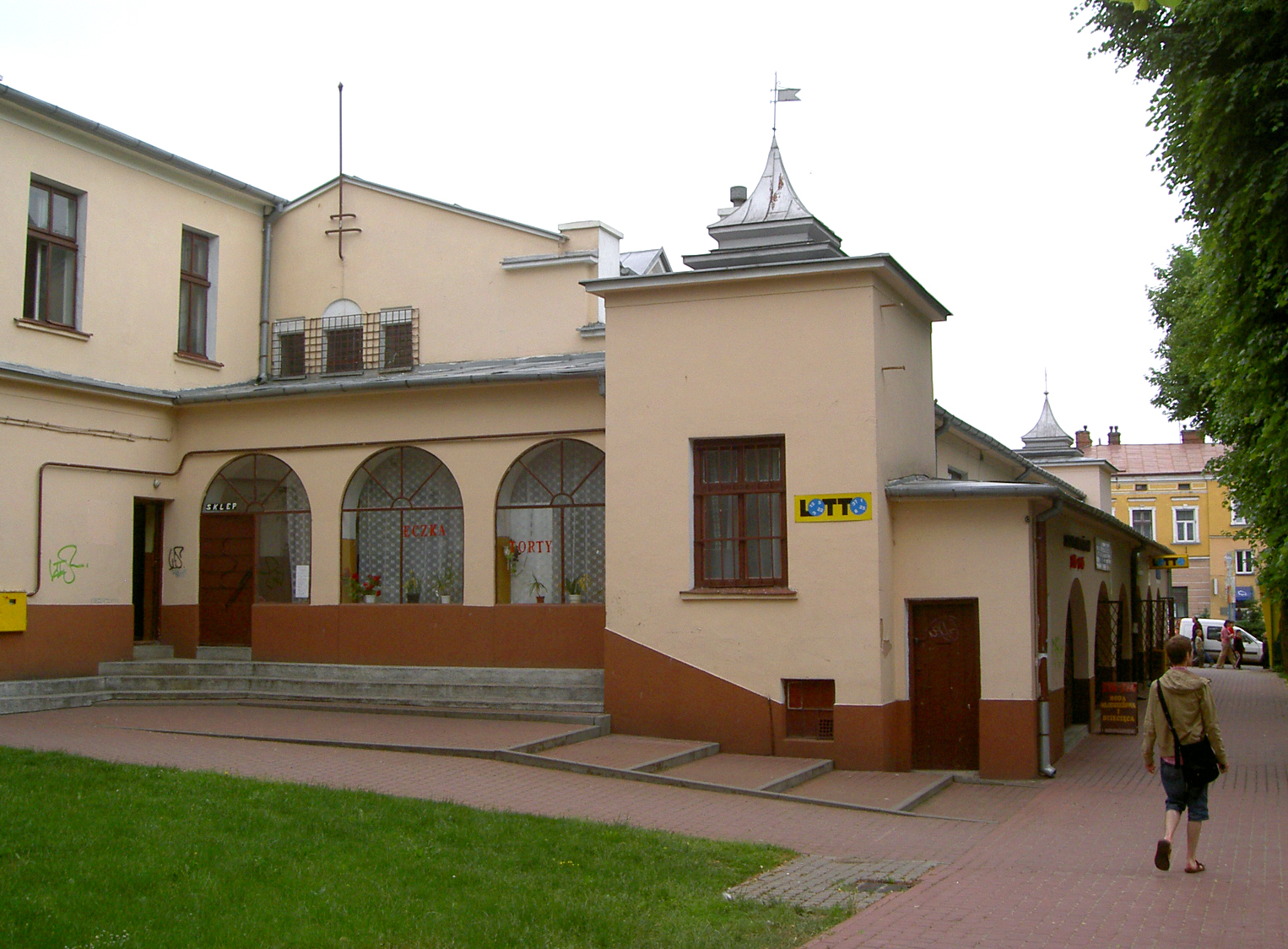
Hala targowa w Rynku

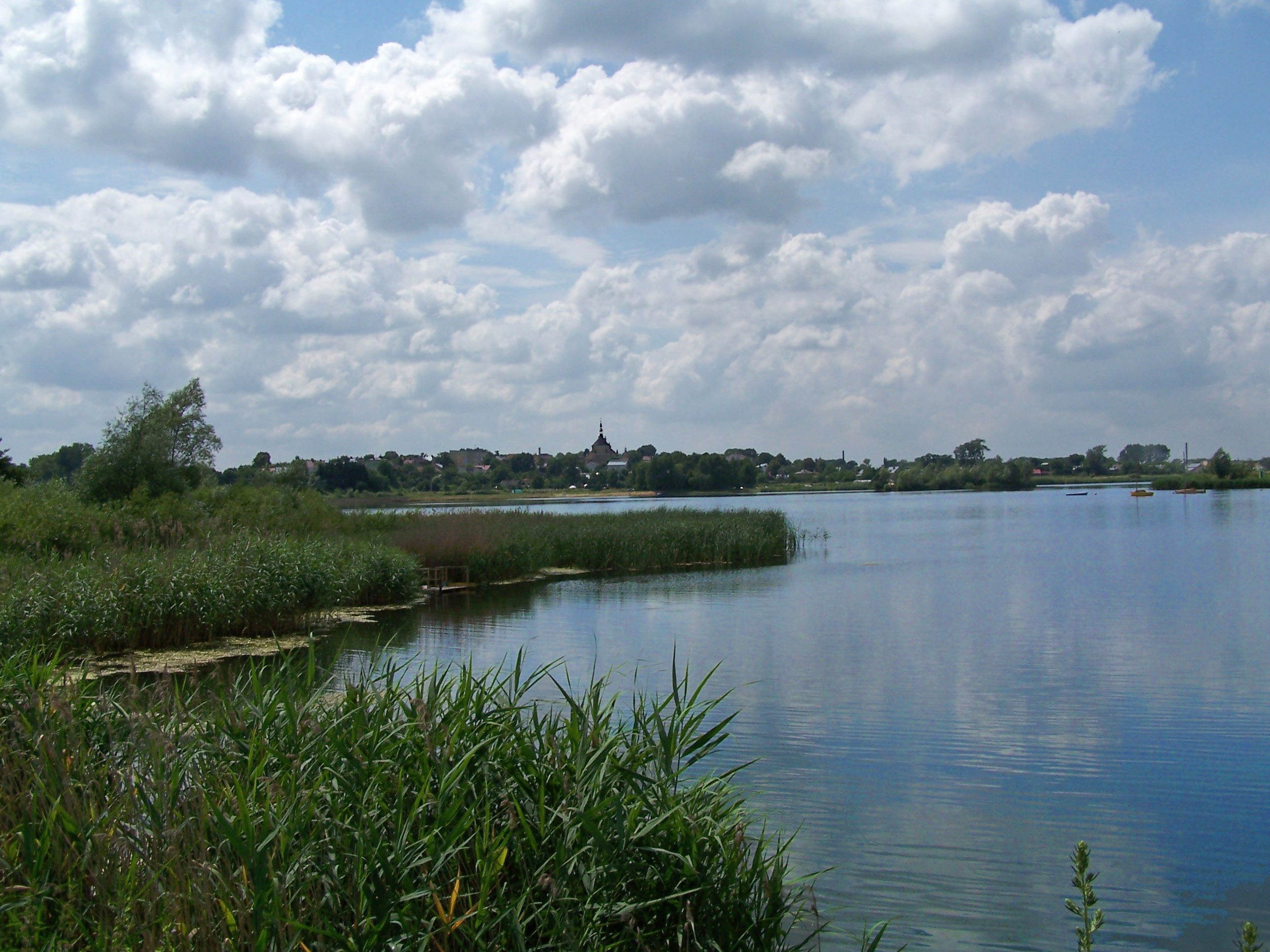
Zbiornik wodny ZEK

W 2013 rok w mieście było zarejestrowanych ogółem 370 podmiotów gospodarczych (17 z sektora publicznego oraz 353 z sektora prywatnego).
Jednostki wpisane do rejestru REGON funkcjonujące w Radymnie w 2013 roku:
- Handel hurtowy i detaliczny, naprawa pojazdów – 43,0%,
- Budownictwo – 9,5%,
- Pozostała działalność usługowa i gospodarstwa domowe zatrudniające pracowników – 7,3%,
- Działalność profesjonalna naukowa i techniczna – 7,0%,
- Przetwórstwo przemysłowe – 5,4%,
- Opieka zdrowotna i pomoc społeczna – 5,1%,
- Edukacja – 4,9%,
- Transport i gospodarka magazynowa – 4,1%,
- Działalność związana z kulturą, rozrywką i rekreacją oraz zakwaterowaniem – 4,1%,
- Rolnictwo, leśnictwo, łowiectwo i rybactwo – 0,5%,
- Inne – 9,1%.

Banki w Radymnie:
- Bank Pekao SA Oddział I,
- Bank Spółdzielczy w Radymnie,
- PKO Bank Polski (Oddział 1 w Radymnie),
- Bank Pocztowy Radymno.

Lokale gastronomiczne:
- Dom Bankietowy „Anmar”,
- Restauracja „Dwór Kresowy”,
- Zajazd „Smyk”,
- Pizzeria „Palermo”,
- Bar „Manhattan”,
- Zajazd Pod Dębem.

## Władze miasta

### Rada miejska
- 15 – liczba mandatów,
- 9 – liczba okręgów,
- 4558 – liczba osób uprawnionych do głosowania (stan na 2014).

### Zarządcy miasta
- Franciszek Friedman (1935)
- Zdzisław Koniuch (MiG) (1990–1992)[a]
- Mieczysław Piziurny (1992–1998)
- Wiesław Pirożek (1998–2002)
- Marek Lechowicz (2002–2006)
- Wiesław Pirożek (2006–2014)
- Krzysztof Roman (2014–2018)[39]
- Mieczysław Piziurny (od 2018)

## Miasto partnerskie
- Mszana

## Ludzie związani z miastem
Honorowi obywatele miasta
Tytuł nadawany jest ludziom szczególnie zasłużonym dla miasta Radymno:
- Eugeniusz Beneszek (zm. 1903) – c.k. urzędnik, starosta jarosławski w latach 1877–1882 (1882[40]),
- ksiądz Leon Pastor – proboszcz parafii Radymno w latach 1875–1898[41],
- ksiądz prałat Ludwik Dyszyński – proboszcz parafii Radymno w latach 1959–1988 (1993[b]),
- Władysław Siara – lekarz, żołnierz kampanii wrześniowej (1993),
- Helena Pawełek – emerytowana nauczycielka, twórczyni i dyrygentka chóru Cantillena (2005),
- ksiądz prałat Kazimierz Golenia – proboszcz parafii Radymno w latach 1988–2006 (2009).